# Francesco Capecelatro
Francesco Capecelatro (Nevano, 17 ottobre 1595 – 27 maggio 1670) è stato uno scrittore e storico italiano.